# TBS 홀딩스
주식회사 TBS 홀딩스(일본어: 株式会社TBSホールディングス)은 TBS 텔레비전과 TBS 라디오 & 커뮤니케이션즈(TBS 라디오)와 BS 디지털 방송의 위성 기간 방송 사업자인 BS-TBS를 총괄하는 방송 지주 회사이다.

## 개요
- 1951년에 "주식회사 라디오 도쿄"를 설립하였다. 설립 초기에는 일반 방송 사업자 (현 민간 특정 지상 기간 방송 사업자)로 중파 방송 사업을 시작하였고, 1955년에 아날로그 TV 방송을 시작했다. 재경 민간 방송 중에서는 유일한 라디오와 텔레비전 방송국을 겸영하였다.
- 1960년 10월 10일에는 도쿄 증권 거래소에 주식을 상장하고 상호를 "주식회사 도쿄 방송"의 약칭을 "TBS"로 변경했다.
- 2000년 3월 21일, 도쿄 방송은 경영의 효율화를 목적으로 라디오 방송 제작 부문과 TV 프로그램 제작 부문을 자회사로 분할하였다. 2001년 10월 1일, 라디오 방송 제작 자회사의 TBS 라디오 & 커뮤니케이션즈에 중파 방송 면허를 승계하여, 라디오 방송 부분을 완전히 분리시켰다.
- 2009년 4월 1일, "주식회사 도쿄 방송 홀딩스"로 상호 변경하고, TV 방송 사업 및 문화 사업 부문을 연결 자회사인 주식회사 TBS 텔레비전으로 분할하여 순수 지주 회사가 되었다.

## 마스코트
- 부부(ブーナ, Boobu) & 부나(ブーナ, Boona) - 가공의 곰 캐릭터
- 와쿠티(ワクティ, Wakty) - 캐릭터스카프의 각도는 23.4도로 기울어진 구름 모양을 형성화 캐릭터

## 사업소
- 본사
  - 소재지: 도쿄도 미나토구 아카사카 5쵸메 3번 6호 TBS 빅 헷 방송 센터 (우편 번호 107-8006)
- 간사이 지사
  - 소재지: 오사카시 기타구 우메다 쵸메 5번 25호 비스 OSAKA 오피스 타워 11층
- 나고야 지국
  - 소재지: 나고야시 나카구 니시키 3쵸메 24번 17호 일본 생명 사카에마치 빌딩

## 로고변천사

필기체로고 1961년 8월 - 1991년 9월 30일
라틴문자로고 1994년 1월 17일 - 2020년 3월 31일
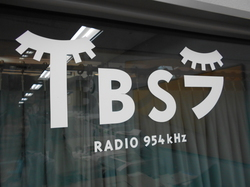
라디오부분 2001년 - 2006년
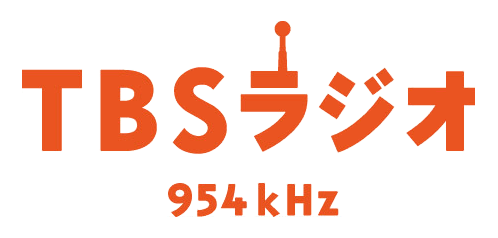
라디오부분 2006년 - 2015년 (와이드 FM이전)
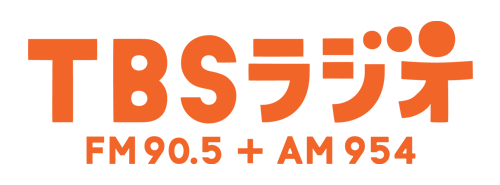
라디오부분 2015년 - 2020년 3월 31일 (와이드 FM이후)
2020년 4월 1일부터 현재까지 사용하는 로고
라디오부분 2020년 4월 1일 - 현재